# Stefane Mounkassa
Stephane Mounkassa, född 16 februari 1986 i Södertälje, är en svensk skådespelare, filmregissör och manusförfattare.
Mounkassa växte upp i Flemingsberg i Huddinge kommun. Han debuterade i TV-serien En klass för sig, där han spelade en av huvudrollerna, Abdalla. Filmdebuten kom i Daniel Fridells långfilm Säg att du älskar mig 2006, där han spelade en av huvudrollerna, Lamin.
Mounkassa har också medverkat i ett tiotal reklamfilmer. 2010 medverkade han i den engelskspråkiga kortfilmen The Other Side, regisserad av Fred Kampala. Mounkassa hade en roll i Lättvikts julkalender, regisserad av Paul del Valle. 
2010 startade Mounkassa filmprojektet "Erfilm" tillsammans med Stefan Sundin, i vilket ungdomar från olika orter i Stockholmsområdet får spela in en kortfilm med ett professionellt filmteam. I mars 2011 erhöll Mounkassa och Sundin "Vattenfalls Energispridarpris" på 30 000 kronor för projektet. 
I juli 2015 regisserade Stephane Mounkassa och Stefan Sundin novellfilmen Om allt vore på riktigt med Barncancerfonden och Djurgården Fotboll som samarbetspartners. Manuset är inspirerat av Tim Ahlgren, en ung pojke som avled i cancer. I huvudrollerna ses bland andra Edvin Ryding, Wilma Liden, Lia Boysen och Jimmy Lindström.  
I april 2016 blev "Om allt vore på riktigt" accepterad av Cannes Filmfestival; den ska visas på Short Film Corner i maj 2016. I augusti 2016 blev "Om allt vore på riktigt" intagen till Chicago International Children’s Film Festival. 